# Péter Székely
| 543302 Hamvasbéla  | 4 dicembre 2013   |
| 544618 Bugátpál    | 29 ottobre 2014   |
| 562446 Pilinszky   | 30 settembre 2014 |
| 578164 Rerrichbéla | 1º dicembre 2013  |
| 602922 Juhászgyula | 30 settembre 2014 |

Péter Székely (Miskolc, 22 gennaio 1970) è un astronomo ungherese.
Laureatosi in astronomia all'Università di Seghedino nel 1999, ha ottenuto il dottorato in fisica nel 2010.
Il Minor Planet Center gli accredita le scoperte di quattro asteroidi effettuate tra il 2013 e il 2014, tutte in collaborazione con Krisztián Sárneczky.